# Fohrder Berg
Der Fohrder Berg ist eine 67,6 m ü. NHN hohe Erhebung nahe dem namensgebenden Dorf Fohrde in der Stadt Havelsee im Norden des Landkreises Potsdam-Mittelmark in Brandenburg. Er ist Teil der Hochfläche der Nauener Platte und liegt unmittelbar an der Bundesstraße 102 unweit der Stadtgrenze nach Brandenburg an der Havel. Auf ihm wurden mehrere Tagebaue zur Kiesgewinnung betrieben. 

## Morphologie
Der Fohrder Berg wird der Nauener Platte, einer eiszeitlich gebildeten Hochfläche zugerechnet. Er wurde während der letzten, der Weichselkaltzeit durch von Nordosten vordringendes Inlandseis geformt und ist Teil einer längeren Hügelkette, eines End- oder Stauchmoränenkomplexes, der neben dem Fohrder Berg beispielsweise auch der Gallberg und der Schwarze Berg angehören. Diese Erhebungen wurden entlang der nur noch teilweise nachvollziehbaren Eisrandlage 1c der Brandenburg-Phase, zu der auch der Marienberg gerechnet wird, gebildet. Die einzelnen Hügel sind durch Trockentäler getrennt. Östlich des Fohrder Bergs verläuft die Bohnenland-Görden-Rinne.

## Bergbau
Während der Weichselkaltzeit wurden feinsandige und kiesige Materialien am Fohrder Berg abgelagert. Diese wurden und werden in mehreren Tagebauen beidseits der Bundesstraße 102 ausgebeutet. Seit den 1920er Jahren wurde am Westhang des Bergs ein Kalksandsteinwerk betrieben. Dieses wurde jedoch nach dem Zweiten Weltkrieg 1946 als Reparationsleistung an die Sowjetunion demontiert und in der Folge nicht wieder erneuert. Ab 1972 wurde die zugehörige Grube als städtische Mülldeponie für Brandenburg genutzt, die in der Folge mehrfach erweitert wurde. Seit 2006 ist die Deponie geschlossen und ein Wertstoffhof wurde eingerichtet.
Oberhalb des ersten Werks auf der östlichen Seite der Bundesstraße wurde in den 1930er Jahren ein weiteres Kalksandsteinwerk eröffnet. Dieses wurde jedoch niemals in Betrieb genommen und 1963 abgerissen. In den frühen 1990er Jahren wurde an dessen Stelle ein neues Kalksandsteinwerk errichtet. Die Rohstoffe Sand und Kies wurden wiederum in Tagebauen am Fohrder Berg abgebaut. 2001 wurde das Werk geschlossen und der Abbau kurzzeitig unterbrochen. Seit 2003 wird wieder Kies und Sand im Tagebau gewonnen. Diese werden beispielsweise vor Ort für ein Mörtelwerk verwendet.

## Natur und Schutzgebiet
Außerhalb der Bergbauflächen ist die hüglige Erhebung des Fohrder Bergs mit einem ausgedehnten Kiefernforst bewachsen, der zum Altstädtischen Forst der Stadt Brandenburg zu zählen ist. Der Berg liegt einschließlich der Bergbauflächen östlich der Bundesstraße im Landschaftsschutzgebiet Westhavelland.